# Provincia de Papúa Meridional
Papúa Meridional, oficialmente provincia de Papúa Meridional (en indonesio: Provinsi Papua Selatan), es una provincia indonesia situada en la parte meridional de Nueva Guinea Occidental, siguiendo las fronteras de la región consuetudinaria papú de Anim Ha. Establecida formalmente el 11 de noviembre de 2022 e incluyendo las cuatro regencias más meridionales que anteriormente formaban parte de la provincia de Papúa y que antes del 11 de diciembre de 2002 formaban parte de una regencia mayor, Merauke, tiene una superficie de 131.493 km2 y una población de 517.623 habitantes según las estimaciones oficiales de mediados de 2021.
Comparte fronteras terrestres con el estado soberano de Papúa Nueva Guinea al este, así como con las provincias indonesias de Alta Papúa y Papúa Central al norte y noroeste, respectivamente. Papúa Meridional también da al mar de Arafura por el oeste y el sur, que es frontera marítima con Australia. La provincia comprende la región consuetudinaria papú de Anim Ha. Merauke es la capital y el centro económico de Papúa Meridional.

## Historia
Antes de la llegada de los europeos, la zona pantanosa de Papúa Meridional estaba habitada por varias tribus, como los asmat, los marind y los wambon, que aún conservan la tradición ancestral. La tribu marind o también conocida como malind solía vivir en grupos a lo largo de los ríos de la región de Merauke y vivir de la caza, la recolección y la horticultura. Además, los marind también son conocidos como cazadores de cabezas. Los marind utilizaban embarcaciones con las que atravesaban ríos y costas para llegar a pueblos lejanos y decapitar a sus habitantes. Los marind volvían a casa con las cabezas de sus víctimas para conservarlas y celebrar el hecho.

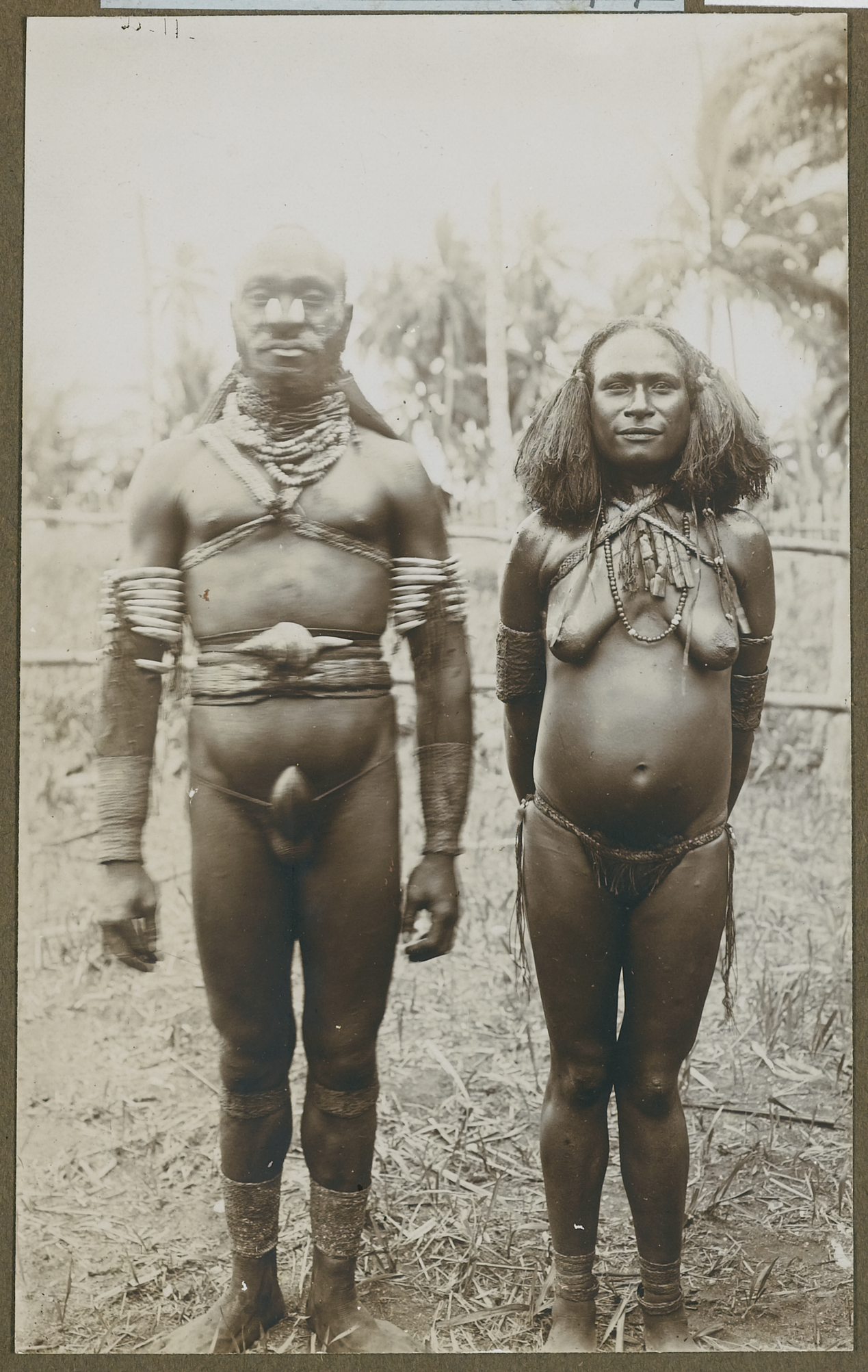
El pueblo Marind en 1910

En el siglo XIX, los europeos empezaron a colonizar la isla de Nueva Guinea. La isla está dividida en línea recta, la parte occidental pertenece a la Nueva Guinea holandesa y la oriental a la Nueva Guinea británica. Los marind solían cruzar la frontera para ir a cazar cabezas, por lo que en 1902 los holandeses establecieron una base militar en el extremo oriental de Papúa Meridional para reforzar la frontera y eliminar esta tradición. Por su ubicación, cerca del río Maro, recibió el nombre de Merauke. Los holandeses también pusieron una misión católica en esta base para difundir su religión y ayudar a eliminar la tradición de la caza de cabezas. Esto causó tanta aglomeración que hizo que esta zona se convirtiera en una ciudad. Entonces, Merauke se convirtió en la capital de Afdeeling Zuid Nieuw Guinea o provincia de Nueva Guinea Meridional. También durante el periodo colonial holandés, los javaneses fueron llevados a Merauke para cultivar el arroz.
Además del río Maro, los holandeses también recibieron información sobre otro río más grande llamado río Digul. Los holandeses enviaron entonces una expedición allí. En la década de 1920 surgió la idea de utilizar el interior de Papúa como campo de detención. Un lugar adecuado era la cabecera del río Digul, en Boven Digoel, que más tarde se estableció como campo llamado Tanah Merah. Los densos bosques y el peligroso río Digul, junto con la plaga de malaria, hacían que los prisioneros fueran atormentados pero no pudieran escapar. Entre las figuras que estuvieron detenidas aquí figuran Mohammad Hatta y Sutan Sjahrir. Tras la marcha de los holandeses en la década de 1960, Tanah Merah se fue poblando hasta convertirse en un distrito y, con el tiempo, en la capital de la regencia de Boven Digoel.
En la década de 1960, toda Nueva Guinea Neerlandesa pasó a estar controlada por Indonesia. La antigua Zuid Nieuw Guinea pasó a llamarse regencia de Merauke, con capital en Merauke. En 2002, la regencia de Merauke se dividió en cuatro regencias, como es ahora, a saber, Merauke, Mappi, Asmat y Boven Digoel. Todo el antiguo territorio de la antigua regencia de Merauke, que incluía cuatro regencias, se reunificó finalmente en la provincia de Papúa Meridional el 25 de julio de 2022 con la firma de la Ley n.º 14/2022. Se eligió el nombre de Papúa Meridional en lugar de Anim Ha porque el término era endónimo de los Marind que significa "verdadero humano", que se refiere a otras tribus con el término denigrante de ikom. El término Anim Ha se utilizó originalmente durante la dominación holandesa y, si se empleara, resultaría denigrante para otras tribus del sur de Papúa. La acogida pública de Papúa Meridional es mucho más positiva en comparación con las otras nuevas provincias de Papúa Central y Alta Papúa, y los residentes locales desplegaron una bandera indonesia gigante frente a la oficina del regente de Merauke justo después de la legalización de la creación de la provincia.

## Política

### División administrativa
Papúa Meridional está dividida en cuatro regencias (kabupaten), el menor número en comparación con otras provincias indonesias. Antes del 11 de diciembre de 2002, las cuatro regencias actuales formaban una sola, Merauke, que en esa fecha se dividió en las cuatro actuales. 
| No.     | Regencia                 | Cap         | Reg                         | Área (km2) | Pobl censo 2020 | Pobl esti 2021 | HDI           | Núm dist | Núm publ | Esc | Map.loc |
| ------- | ------------------------ | ----------- | --------------------------- | ---------- | --------------- | -------------- | ------------- | -------- | -------- | --- | ------- |
| 1       | Regencia de Asmat        | Agats       | Elisa Kambu                 | 31,983.69  | 110,105         | 111,632        | 0.506 (Bajo)  | 19       | 221      | pus |         |
| 2       | Regencia de Boven Digoel | Tanah Merah | Hengky Yaluwo               | 27,108.00  | 64,285          | 64,716         | 0.615 (Medio) | 20       | 112      | pus |         |
| 3       | Regencia de Mappi        | Kepi        | Kristosimus Yohanes Agawemu | 24,118.00  | 108,295         | 109,579        | 0.582 (Medio) | 15       | 164      | pus |         |
| 4       | Regencia de Merauke      | Merauke     | Romanus Mbaraka             | 44,071.00  | 230,932         | 231,696        | 0.701 (Alto)  | 20       | 190      | pus |         |
| Totales | Totales                  | Totales     | Totales                     | 127,280.69 | 513,617         | 517,623        |               | 74       | 687      |     |         |

## Cultura
El pueblo nativo de Papúa tiene una cultura y unas tradiciones propias que no se encuentran en otras partes de Indonesia. Los papúes de la costa suelen estar más dispuestos a aceptar la influencia moderna en su vida cotidiana, lo que a su vez merma su cultura y tradiciones originales. Mientras tanto, la mayoría de los papúes del interior conservan su cultura y tradiciones originales, aunque su modo de vida en el último siglo está ligado a la invasión de la modernidad y la globalización. Cada tribu papú suele practicar su propia tradición y cultura, que puede diferir mucho de una tribu a otra.
Una de las tradiciones papúes más conocidas es la de la quema de piedras (en indonesio: Tradisi Bakar Batu), que practican la mayoría de las tribus papúes de la provincia. La tradición de quemar piedras es una tradición importante para todos los indígenas papúes. Para ellos, es una forma de agradecimiento y un lugar de encuentro entre los habitantes de la aldea. Esta tradición suele celebrarse cuando hay nacimientos, matrimonios tradicionales, coronación de jefes tribales y reunión de guerreros. Suelen llevarla a cabo los indígenas papúes que viven en el interior, como en el valle de Baliem, Paniai, Nabire, Pegunungan Bintang y otros. El nombre de esta tradición varía en cada región. En Paniai, la tradición de quemar piedras se llama Gapiia. En Wamena, Kit Oba Isogoa, y en Jayawijaya, Barapen. Se llama tradición de la quema de la piedra porque la piedra se quema hasta que está caliente. La función de la piedra caliente es cocinar carne, boniatos y verduras sobre la base de hojas de plátano que comerán todos los residentes en la ceremonia en curso. En algunas comunidades remotas de Papúa que son musulmanas o cuando reciben invitados musulmanes, la carne de cerdo puede sustituirse por pollo o ternera o cordero o puede cocinarse por separado con carne de cerdo. Así lo practica, por ejemplo, la comunidad de Walesi, en la regencia de Jayawijaya, para dar la bienvenida al mes sagrado del Ramadán.
La caza, tal y como la practican los marindos, suele comenzar con la tradicional quema controlada de turberas y pantanos, que luego se deja de tres días a una semana para que crezcan nuevos brotes que inviten a cazar animales como ciervos, cerdos y saham (canguros). Las partidas de caza, compuestas normalmente por 7-8 personas, se dirigían a los lugares quemados llevando comida y bebida, desde tubérculos y sagú hasta agua potable, para varios días. Las chozas temporales, llamadas bivak, se construyen con cortezas de bus, un tipo de eucalipto, para formar las paredes, y el tejado con hojas de lontar. Al igual que en muchas comunidades costeras, desde las Molucas hasta Papúa, se practica el Sasi, que son marcadores construidos normalmente con madera y janur para señalar la prohibición de cosechar, ya sea en tierra o en el mar, durante un periodo de tiempo con el objetivo de preservar los recursos naturales y para una cosecha sostenible. Para abrir y cerrar las regiones Sasi, como los bosques, normalmente los Marind-Kanume marcan con dos flechas grabadas al oeste y al este para respetar a los tres clanes que habitaban la zona, así como otros rituales que pueden durar hasta cuarenta días. Los infractores de la prohibición serían castigados con el pago de hojas de Wati y cerdos. En caso de impago, serían remitidos a los agentes de seguridad locales para ser juzgados.

### Arquitectura

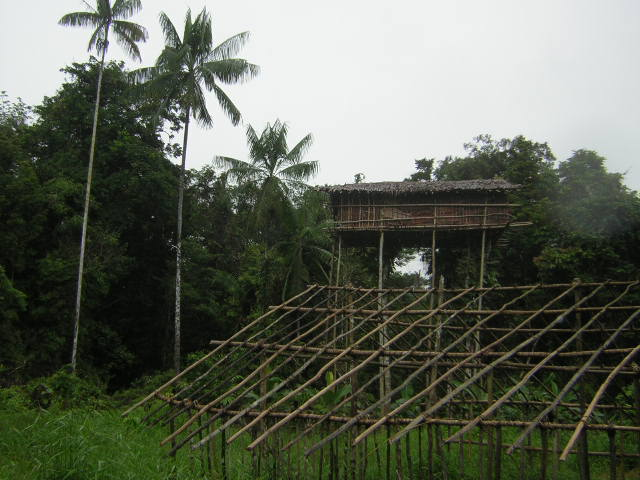
Casa del árbol korowai en la regencia de Mappi

El pueblo korowai de la regencia de Mappi, en el sur de Papúa, es una de las tribus indígenas del interior de Papúa que aún mantiene con firmeza las tradiciones de sus antepasados, una de las cuales es construir casas en lo alto de los árboles. Algunas de las casas en los árboles del pueblo korowai pueden alcanzar incluso una altura de 50 m sobre el suelo. Los korowai construyen sus casas en lo alto de los árboles para evitar animales salvajes y espíritus malignos. Los korowai aún creen en el mito de Laleo, un demonio cruel que suele atacar de repente. Laleo es representado como un no-muerto que vaga por la noche. Según los korowai, cuanto más alta sea la casa, más a salvo estará de los ataques de Laleo. La rumah tinggi se construye sobre árboles grandes y robustos como base para sus cimientos. Después se deforestan las copas de los árboles y se utilizan como casas. Todos los materiales proceden de la naturaleza, se utilizan troncos y tablas para el tejado y el suelo, mientras que las paredes están hechas de corteza de sagú y hojas anchas. El proceso de construcción de una rumah tinggi suele durar de siete días hasta tres años.

### Cocina

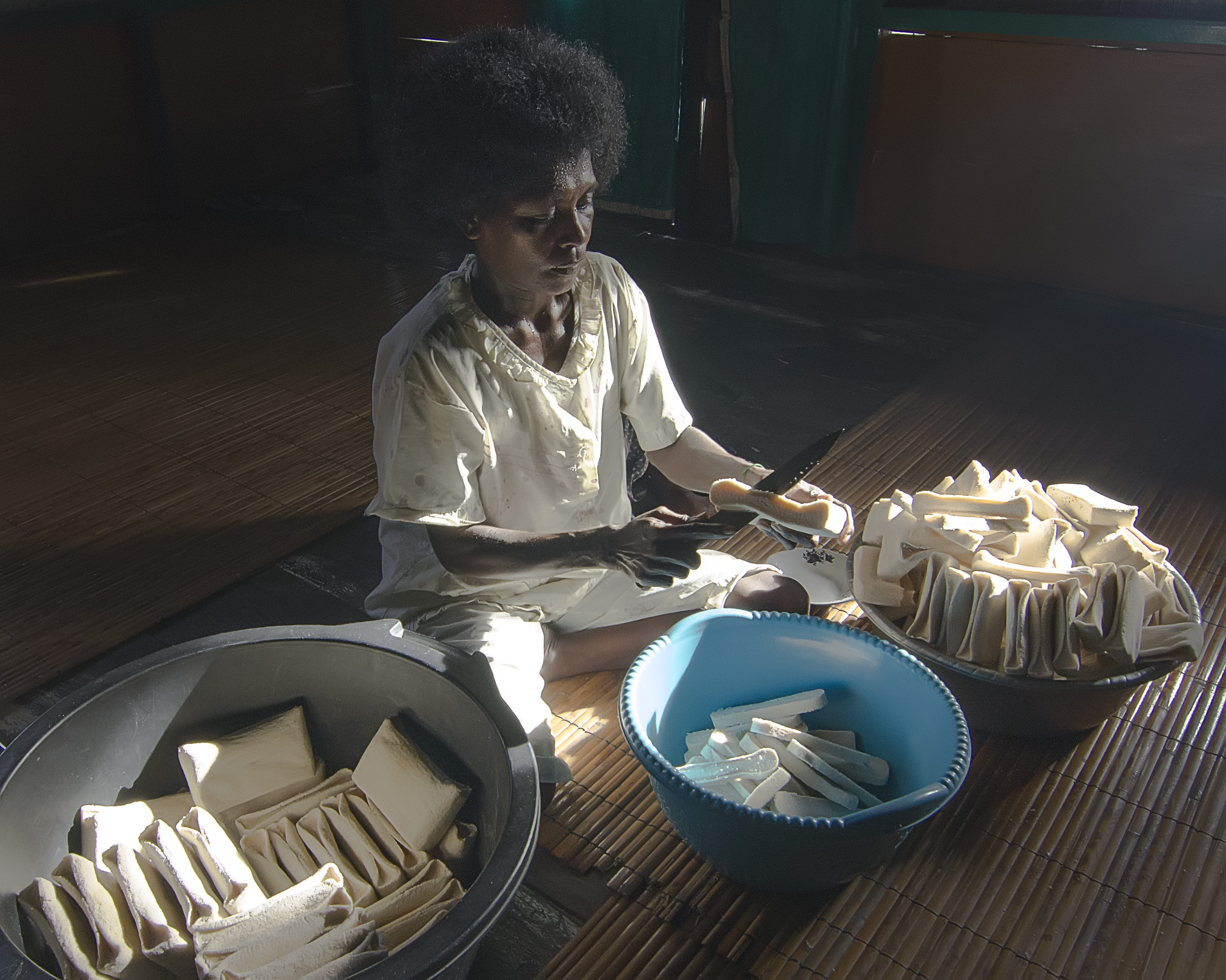
El sagú es un alimento típico de Papúa, que se suele preparar en papeda.

La comida autóctona de Papúa suele consistir en jabalí asado con tubérculos como el boniato. El alimento básico de Papúa y de Indonesia oriental en general es el sagú, como contrapartida de las cocinas de Indonesia central y occidental, que favorecen el arroz como alimento básico. El sagú se procesa como tortita o congee de sagú llamado papeda, que suele tomarse con sopa amarilla de atún, pargo rojo u otros pescados condimentados con cúrcuma, lima y otras especias. En algunas costas y tierras bajas de Papúa, el sagú es el ingrediente principal de todas las comidas. El sagu bakar, el sagu lempeng y el sagu bola se han convertido en platos muy conocidos en toda Papúa, especialmente en la tradición culinaria popular de Mappi, Asmat y Mimika. El papeda es uno de los alimentos de sagú que menos se encuentran. Como Papúa se considera una región de mayoría no musulmana, el cerdo se encuentra fácilmente en todas partes. En Papúa, el cerdo asado, que consiste en carne de cerdo y boniato, se asa en piedras calientes colocadas en un agujero excavado en el suelo y cubierto con hojas; este método de cocción se denomina bakar batu (quemar la piedra), y es un acontecimiento cultural y social importante entre los papúes. Los marindos utilizaban este método de cocción o la quema dle bomi (montículo de termita hecho por Macrotermes sp) para cocinar un plato parecido a la pizza llamado "Sagu Sef", que se elabora con masa de sagú, coco y carne de ciervo. Las especias utilizadas pueden incluir chalota, ajo, cilantro, pimienta y sal, que luego se mezclan y se cubren con hojas de plátano, para cocinarlo uniformemente se pondrían piedras calientes o bomi encima del plato.
En las regiones costeras, el marisco es el principal alimento de la población local. Uno de los mariscos más famosos de Papúa es el pescado envuelto (en indonesio: Ikan Bungkus). En otras zonas, el pescado envuelto se llama Pepes ikan. El pescado envuelto de Papúa es muy aromático. Esto se debe a que se le añaden hojas de laurel para que la mezcla de especias sea más aromática e impregne la carne de pescado. El ingrediente básico del pescado envuelto de Papúa es el pescado de mar; el más utilizado es el pez de leche. Este pez es adecuado para envolver porque su carne no se desmenuza. Las especias se cortan en rodajas o en trozos, a saber, chiles rojos y de ojo de pájaro, hojas de laurel, tomates, galangal y tallos de hierba limón. Otras especias son la cúrcuma, el ajo y los chiles rojos, el cilantro y la avellana. Las especias se trituran primero y luego se mezclan o se untan en el pescado. Se envuelve en hojas de plátano. El Udang selingkuh es un tipo de plato de gambas originario de Wamena y sus alrededores. El Udang selingkuh suele servirse a la parrilla con un condimento mínimo, que es sólo sal. El sabor natural ligeramente dulce de este animal lo hace bastante salado. El Udang selingkuh suele servirse acompañado de arroz caliente y papaya o col rizada. También suele servirse con la combinación colo-colo sambal, que tiene un sabor picante-dulce.
Los aperitivos comunes de Papúa suelen estar hechos de sagú. El kue bagea (también llamado pastel de sagú) es un pastel originario de Ternate, en el norte de Maluku, aunque también puede encontrarse en Papúa. Tiene forma redonda y color cremoso. La bagea tiene una consistencia dura que puede ablandarse en té o agua, para que sea más fácil de masticar. Se prepara con sagú, un almidón vegetal derivado de la palma de sagú o de la cícada sagú. El Sagu Lempeng es un aperitivo típico de Papúa que se elabora con sagú procesado en forma de platos. Los Sagu Lempeng son también los favoritos de los viajeros. Pero es muy difícil encontrarlo en los sitios para comer porque este pan es de consumo familiar y suele comerse inmediatamente después de cocinarlo. Hacer platos de sagú es tan fácil como hacer otros panes. El sagú se procesa horneándolo mediante la impresión de rectángulos o planchas de hierro que maduran como el pan blanco. Inicialmente era insípido, pero recientemente se ha empezado a variar con azúcar para conseguir un sabor dulce. Tiene una textura dura y se puede disfrutar mezclándolo o sumergiéndolo en agua para que se ablande. Las gachas de sagú son un tipo de gachas que se encuentran en Papúa. Suele tomarse con una sopa amarilla de caballa o atún, aderezada con cúrcuma y lima. Las gachas de sagú también se consumen a veces con tubérculos hervidos, como los de la mandioca o el boniato. Las flores de papaya y la berza salteada suelen servirse como guarnición para acompañar las gachas de sagú. En las regiones del interior, los gusanos de sagú suelen servirse como aperitivo. Los gusanos de sagú proceden de troncos de sagú que se cortan y se dejan pudrir. Los tallos podridos hacen que salgan los gusanos. La forma de los gusanos de sagú varía, desde el tamaño más pequeño al más grande del pulgar de un adulto. Estas orugas de sagú suelen comerse vivas o cocinadas previamente, como salteadas, cocidas, fritas y luego ensartadas en brochetas. Pero con el tiempo, los habitantes de Papúa solían transformar estas orugas de sagú en satay de oruga de sagú. Para hacer satay de esta oruga de sagú, el método no difiere del de hacer satay en general, es decir, en brochetas con un pincho y a la parrilla sobre brasas.